# 521
| Calendário gregoriano                                                        | 521 DXXI                        |
| Ab urbe condita                                                              | 1274                            |
| Calendário arménio                                                           | -31 – -30                       |
| Calendário bahá'í                                                            | -1323 – -1322                   |
| Calendário budista                                                           | 1065                            |
| Calendário chinês                                                            | 3217 – 3218                     |
| Calendário copta                                                             | 237 – 238                       |
| Calendário etíope                                                            | 513 – 514                       |
| Calendários hindus - Vikram Samvat - Calendário nacional indiano - Cáli Iuga | 576 – 577 442 – 443 3621 – 3622 |
| Calendário Holoceno                                                          | 10521                           |
| Calendário islâmico                                                          | 104 BH – 103 BH                 |
| Calendário judaico                                                           | 4281 – 4282                     |
| Calendário persa                                                             | 101 BP – 100 BP                 |
| Calendário rúnico                                                            | 771                             |
| Calendário solar tailandês                                                   | 1064                            |

521 (DXXI na numeração romana) foi um ano comum do século VI do Calendário Juliano, da Era de Cristo, a sua letra dominical foi C (52 semanas), teve início e fim numa sexta-feira.
| Ano completo                       |
| ---------------------------------- |
| Ano comum com início à sexta-feira |

## Eventos
- Futuro imperador bizantino Justiniano se torna cônsul.

## Nascimentos
- São Columba (m. 597)